# Reading (Massachusetts)
Reading és una població dels Estats Units a l'estat de Massachusetts. Segons el cens del 2007 tenia 23.129 habitants.

## Demografia
Segons el cens del 2000, Reading tenia 23.708 habitants, 8.688 habitatges, i 6.437 famílies. La densitat de població era de 921,8 habitants/km².
Dels 8.688 habitatges en un 36,7% hi vivien nens de menys de 18 anys, en un 63,5% hi vivien parelles casades, en un 8,3% dones solteres, i en un 25,9% no eren unitats familiars. En el 22,4% dels habitatges hi vivien persones soles el 9,9% de les quals corresponia a persones de 65 anys o més que vivien soles. El nombre mitjà de persones vivint en cada habitatge era de 2,71 i el nombre mitjà de persones que vivien en cada família era de 3,22.
Per edats la població es repartia de la següent manera: un 26,3% tenia menys de 18 anys, un 5,1% entre 18 i 24, un 29,8% entre 25 i 44, un 24,6% de 45 a 60 i un 14,2% 65 anys o més.
L'edat mediana era de 39 anys. Per cada 100 dones de 18 o més anys hi havia 88,3 homes.
La renda mediana per habitatge era de 77.059 $ i la renda mediana per família de 89.076$. Els homes tenien una renda mediana de 61.117 $ mentre que les dones 39.817$. La renda per capita de la població era de 32.888$. Entorn de l'1,7% de les famílies i el 2,6% de la població estaven per davall del llindar de pobresa.